# Keizan Jōkin
Keizan Jōkin Zenji, anche conosciuto come Taiso Jōsai Daishi (瑩山紹瑾禅師?; 1268 – 1325), è stato un monaco buddhista e maestro zen giapponese.
È considerato uno dei due fondatori della scuola buddista giapponese Soto Zen. In tale contesto, mentre Eihei Dōgen viene definito «Kōso» (高祖?, alto fondatore) Keizan è spesso chiamato «Taiso» (太祖?, grande fondatore).
È a Keizan e ai suoi discepoli che si deve la grande riforma della scuola Soto che risolse definitivamente le lacerazioni della "disputa della terza generazione" e iniziò la diffusione della dottrina degli eredi di Dogen attraverso tutto il Giappone; lontano dalle ristrette pratiche del severo metodo di Dogen e più vicine alle pratiche ed alle necessità di una religione popolare, il Soto di Keizan Jokin riuscì a raggiungere tutti i ceti della società nipponica.
Fondò il Daihonzan Sojiji, che divenne il secondo principale centro della scuola Soto.
Fu il primo maestro giapponese a scrivere della propria vita

## Biografia

### I primi anni e la formazione Zen
Keizan nacque nella provincia di Echizen e passò i primi otto anni di vita tra le cure della nonna Myōchi, una delle prime e più generose sostenitrici del maestro Dogen dopo il suo ritorno dalla Cina. Egli riconobbe sempre un grande debito ad essa, tanto da dedicare a Yokoji, uno dei principali templi che aveva fondato, un altare di Kannon in memoria di lei.
Nella propria autobiografia, Keizan non dimentica neanche la madre, ricordando spesso che furono il suo desiderio e le costanti preghiere a Kannon che lo aiutarono a prendere i voti monastici, a ricevere la trasmissione del Dharma e ad assolvere al proprio compito di Patriarca. 
Ella, a sua volta, diventò badessa del monastero Soto Joju-ji.
Keizan entrò all'Eihei-ji all'età di otto anni, sotto la tutela dell'abate Tettsū Gikai, e fu ordinato formalmente tre anni dopo da Koun Ejō. Successivamente, egli praticò con il maestro Jakuen, che gli riconobbe lo stadio di "non-ritorno", e ricevette la Trasmissione del Dharma da Tettsū Gikai all'età di 32 anni.
La propria formazione composita, che vedeva come guide maestri rivali nella disputa che li divideva nella successione alla guida della neonata scuola Soto, fu forse uno dei principali requisiti che lo videro riordinatore di una scuola che stava rischiando, dopo pochi decenni, la propria dissoluzione.
Il maggiore riconoscimento che gli giovò il titolo di "secondo patriarca" della scuola Soto fu la fondazione del Sōji-ji, che presto surclassò Eihei-ji come centro principale, diventando sede istituzionale di quattro reti regionali di diverse migliaia di templi.
La sua preminenza alla guida della scuola Soto venne riconosciuta dalla corte imperiale nel 1589. Questo riconoscimento iniziò una rivalità tra i due monasteri per il sostegno imperiale, che sfociò in una tregua nel 1872, quando entrambi i maggiori monasteri della scuola Soto riconobbero di seguire "le massime del fondatore Dogen e le aspirazioni del successore Keizan"
Keizan morì al Yōkō-ji nel 1325, all'età di 58 anni.
Egli lasciò come eredi Meiho Sotetsu (1277-1350), che divenne abate di Yōkō-ji, e Gasan Joseki, che lo sostituì alla guida del centro principale Sōji-ji.

## Supporto alla pratica per le donne
Oltre al proprio successo nell'estendere l'insegnamento Soto alla popolazione rurale che ne divenne la principale frutrice, a Keizan Jokin va riconosciuto un grosso merito nell'incoraggiare la pratica e l'addestramento delle donne nello Zen.
Come abbiamo già ricordato, questo impegno fu probabilmente dovuto all'amore della madre e della nonna e al loro esempio che guidò la propria pratica per tutta la sua vita. Oltre a ciò, la madre divenne monaca sotto la sua guida, e divenne badessa di due templi, lo Hooji e il Jojuji, uno dei quali servì come convento femminile. Tra il 1323 e il 1324, Keizan chiamò la cugina Myōshō a sostituire la madre nel ruolo di badessa del Hōō-ji.
Seguendo l'esempio della madre come guida per le donne praticanti del buddismo, Keizan riconobbe tra i propri primi successori una monaca che a propria volta era seguita dal proprio discepolo Ekyu. Keizan aiutò inoltre Ekyu nel suo ruolo dando alla monaca copie degli scritti di Dogen tradotte in giapponese per renderle più semplice lo studio.
Keizan Jokin viene inoltre riconosciuto come fondatore di cinque grandi monasteri femminili.

## Scritti
Keizan Jokin fu autore di un buon numero di scritti, tra cui lo Zazen Yōjinki e il Denkōroku (letteralmente "Trasmissione della lampada"), una serie di cinquantuno sermoni che delinea il lignaggio Soto dal Buddha Shakyamuni, a Bodhidharma, fino a Dogen e al suo immediato successore nella guida di Eiheiji, Koun Ejō.